# The Pains of Being Pure at Heart
The Pains of Being Pure at Heart — музыкальный коллектив из Нью-Йорка, играющий в стиле инди-поп. Группа была названа в честь одноимённой неопубликованной детской сказки, написанной другом Кипа Бермана. Её первым релизом был эпонимический мини-альбом, выпущенный в 2007 году на лейбле Painbow. Дебютный студийный альбом с тем же названием вышел 3 февраля 2009 года на Slumberland Records и занял 9-е место в чарте журнала «Билборд» Heatseekers. 22 сентября 2009 года они выпустили второй мини-альбом Higher Than the Stars.

## Состав
- Кип Берман (англ. Kip Berman) — вокал, гитара
- Пегги Ван (англ. Peggy Wang) — клавишные, вокал
- Алекс Найдус (англ. Alex Naidus) — бас-гитара
- Курт Фельдман (англ. Kurt Feldman) — ударные

## Дискография

### Альбомы
- The Pains of Being Pure at Heart (Slumberland, 2009)
- Belong (Slumberland, 29 марта 2011)
- Days of Abandon (2014)

### Мини-альбомы
- The Pains of Being Pure at Heart (Painbow, 2007)
- Higher Than the Stars (Slumberland, 2009)

### Синглы
- The Pains of Being Pure at Heart/The Parallelograms, 7-дюймовый сплит с The Parallelograms (Atomic Beat, 2008)
- Searching for the Now Volume 4, 7-дюймовый сплит с Summer Cats (Slumberland, 2008)
- «Everything With You» (Slumberland, 2008)
- «Young Adult Friction» (Slumberland, 2009)
- «Come Saturday» (Slumberland, 2009)
- «Say No to Love / Lost Saint» (Slumberland U.S. + Fortuna Pop UK, 8 июня 2010)
- «Heart in Your Heartbreak / The One» (Slumberland, 2010)